# Табор (Мазовецьке воєводство)
Табор (пол. Tabor) — село в Польщі, у гміні Целестинув Отвоцького повіту Мазовецького воєводства.
Населення — 60 осіб (2011).

## Демографія
Демографічна структура станом на 31 березня 2011 року:
|          | Загалом | Допрацездатний вік | Працездатний вік | Постпрацездатний вік |
| -------- | ------- | ------------------ | ---------------- | -------------------- |
| Чоловіки | 26      | 5                  | 19               | 2                    |
| Жінки    | 34      | 6                  | 18               | 10                   |
| Разом    | 60      | 11                 | 37               | 12                   |